# Marc Guéhi
Addji Keaninkin Marc-Israel Guéhi, känd som endast Marc Guéhi, född 13 juli 2000, är en engelsk fotbollsspelare som spelar för Crystal Palace i Premier League.

## Karriär
Den 18 juli 2021 värvades Guéhi till den engelska klubben Crystal Palace, där han skrev på ett kontrakt som varar fram till juni 2026.